# بوچ کسیدی اوتر
بوچ کسیدی اوتر (انگلیسی: Clement Leroy "Butch" Otter؛ زادهٔ ۳ مهٔ ۱۹۴۲) یک سیاست‌مدار اهل ایالات متحده آمریکا است. کسیدی اوتر فرماندار ایالت آیداهو از حزب جمهوری‌خواه ایالات متحده آمریکا بود که در تاریخ ۱ ژانویه ۲۰۰۷ میلادی به عنوان فرماندار انتخاب شد و تا ۶ ژانویه ۲۰۱۹ در این سمت باقی ماند.